# Orlando Ortega
Orlando Ortega Alejo  (* 29. Juli 1991 in Artemisa) ist ein in Kuba geborener spanischer Leichtathlet, der sich auf den Hürdenlauf spezialisiert hat.

## Sportliche Laufbahn
Orlando Ortega stammt aus einer Sportfamilie. Sein Vater Orlando Ortega Hechavarría ist Leichtathletiktrainer sowie ehemaliger 400 Meter Hürdensprinter. Seine Großmutter Cristina Hechavarría war im kubanischen Olympiateam 1968 als Sprinterin dabei und sein Großvater, ebenfalls Orlando Ortega, kubanischer Fußballspieler.
In diese großen Fußstapfen trat der Sohn, indem er von 2007 bis 2009 war Ortega immer am Podest bei den kubanischen Juniorenmeisterschaften im Hürdenlauf war. 2007 noch als Zweiter, 2008 und 2009 konnte er den Titel gewinnen. Zusätzlich wurde er 2009 noch Vizemeister im 200-Meter-Sprint.
Durch diese Leistungen konnte er sich für die Leichtathletik-Juniorenweltmeisterschaften 2010 qualifizieren, dort konnte er aber den Bewerb im Hürdenvorlauf nicht beenden.
Das erste Mal international aufmerksam machte Ortega bei den Panamerikanischen Spielen 2011, als er hinter seinem Teamkollegen Dayron Robles und dem Kolumbianer Paulo Villar Dritter wurde.
2012 begann er das Training mit Santiago Antúnez und wurde somit Trainingskollege von Robles. Im Mai 2012 konnte er diesen bei einem Event in Havanna das erste Mal mit einer neuen persönlichen Bestzeit von 13,09 s schlagen. Mit dieser Zeit war er für die Olympischen Spiele 2012 in London qualifiziert und erreichte dort den sechsten Platz.
Nach den Leichtathletik-Weltmeisterschaften 2013 in Moskau floh Ortega und nahm die spanische Staatsbürgerschaft an. Ausschlaggebender Grund war, dass Ortega kurz vor der Weltmeisterschaften auf Grund von internen Querelen mit dem kubanischen Verband suspendiert wurde und somit bei den Weltmeisterschaften nicht voll leistungsfähig war. Der International Association of Athletics Federations (IAAF) sperrte daraufhin Ortega für drei Jahre bis November 2016 von allen internationalen Leichtathletikwettbewerben (Weltmeisterschaften und Olympia). Somit war er bei den Weltmeisterschaften 2015 in Peking nicht dabei, obwohl er mit 12,94 s die Weltbestzeit hielt. Doch seine Sperre wurde verkürzt und so konnte er doch bei den Olympischen Spielen 2016 teilnehmen, bei denen er den zweiten Platz erreichte. Dies war die erste Leichtathletikmedaille eines Spaniers seit 12 Jahren.
Bei den Leichtathletik-Weltmeisterschaften 2019 in Doha gewann er die Bronzemedaille. Im Rennen war er auf Silberposition liegend vom stürzenden Omar McLeod behindert worden und wurde Fünfter. Nach einem Protest des spanischen Verbandes bekam er nachträglich die geteilte Bronzemedaille zugesprochen.